# 伊藤将人
伊藤 将人（いとう まさと、1996年〈平成8年〉- ）は、日本の社会学者。国際大学グローバル・コミュニケーション・センター（GLOCOM）講師・研究員。専門は地域社会学、地域政策学。武蔵野大学アントレプレナーシップ研究所 客員研究員（2023年 - ）、立命館大学 衣笠総合研究機構 客員研究員（2024年 - ）、NTT東日本 地域循環型ミライ研究所 客員研究員（2024年-）。これまでに日本地域政策学会学術賞奨励賞などを受賞している。

## 概要
長野県松本市出身。地域社会学や地域政策学を専門とする社会学者。主な研究テーマは「持続可能な地域社会」の実現に向けた方策と、「モビリティ」に関連する社会事象や制度政策であり、特に「地方移住（田舎暮らし・UIJターン・田園回帰）」と、移住定住促進政策の研究を専門としている。近年は、ジョン・アーリやミミ・シェラーの影響を受けたモビリティーズ・スタディーズと関連した論文論考を発表している。
地域の現場に根ざしたまちづくり活動にも精力的に取り組んでおり、自身が関わった複数の事業が長野県による地域づくり発元気づくり大賞を受賞している。

## 略歴
- 2014年（平成26年） - 長野県大町高等学校（現在の長野県大町岳陽高等学校）卒業。
- 2019年（令和元年） - 長野大学環境ツーリズム学部卒業。
- 2021年（令和3年） - 一橋大学大学院社会学研究科修士課程修了、修士（社会学）の学位を取得。
- 2022年（令和4年） - 日本学術振興会特別研究員（DC2）。
- 2023年（令和5年） - 武蔵野大学アントレプレナーシップ研究所 客員研究員[7]。
- 2024年（令和6年） - 一橋大学大学院社会学研究科博士後期課程修了（総代）、博士（社会学）の学位を取得[8]。国際大学グローバル・コミュニケーション・センター（GLOCOM）研究員/講師、立命館大学 人文科学研究所 客員協力研究員に着任。

## 受賞歴
- 日本学生支援機構優秀学生顕彰 社会貢献部門 優秀賞（2018）[9]
- 日本計画行政学会 第43回全国大会 優秀研究発表賞（2020）
- 国際公共経済学会 第37回研究大会 奨励賞（2022）[10]
- 農村計画学会 2022年度秋季大会 優秀発表賞（2022）[11]
- 日本地域政策学会 2024年度 学術賞 奨励賞（2024）[12]

## 主な業績

### 著書
- 伊藤将人（2024）『移動とファクトから読み解く 地方移住プロモーション』学芸出版社.[13]
- 伊藤将人（2024）「今なぜ移動を考えなければならないのか：モビリティと移動格差」『みんなでつくる中国山地005：移動が次の幸せをつくる！』.[14]
- 伊藤将人（2025）『移動と階級』講談社現代新書.[15]

### 論文
- 伊藤将人（2023）「地方自治体による政策的移住促進の誕生と展開―熊本県におけるUターン制度とテクノポリス構想の関連に着目して― 」『国際公共経済研究』34: 85-93.
- 伊藤将人（2023）「なぜ団塊世代の地方移住は積極的に促進されたのか─国の研究会報告書における移住促進言説の正当化/正統化戦略に着目して─」『日本地域政策研究』31: 40-49.[16]
- 伊藤将人（2023）「地域おこし協力隊制度の分析によるモビリティと政策の関連性の一考察─Kaufmannのモティリティ概念アクセス・スキル・認知的専有に着目して─」『一橋社会科学』15: 53-62.
- 伊藤将人（2023） 「戦後日本の国土計画における地方への移住促進言説の変遷〜全国総合開発計画-第二次国土形成計画の分析より〜」『計画行政』46（2）: 46-53.[17]
- 伊藤将人（2023）「地方創生における地方移住促進の正当化論理と課題──ベストのクレイムのレトリック分析を援用して──」『都市社会研究』15: 143-156.[18]

### インタビュー
- 「地方創生、課題は多様でも「フレーム」化　明かりともる夜も肯定して」、朝日新聞デジタル、2024.[19]
- 「豊岡「演劇のまち」掲げた市長はなぜ敗れた？　市民との「過程」共有難しく」、神戸新聞、2021.[20]